# The Piper at the Gates of Dawn
The Piper At The Gates Of Dawn (на български: Свирачът при изгрев слънце) е дебютният албум на легендарната британска група Пинк Флойд (Pink Floyd). Албумът е единственият с първия китарист и лидер на групата Сид Барет (Syd Barret) и е типичен пример за психеделичен рок. Издаден е както в Великобритания, така и в Америка.

## Списък на Песните

### Британско издание
Страна едно:
1. Astronomy Domine – 4:12
2. Lucifer Sam – 3:07
3. Matilda Mother – 3:08
4. Flaming – 2:46
5. Pow R. Toc H. – 4:26
6. Take Up Thy Stethoscope and Walk – 3:05

Страна две:
1. Interstellar Overdrive – 9:41
2. The Gnome – 2:13
3. Chapter 24 – 3:42
4. The Scarecrow – 2:11
5. Bike – 3:21

### Американско издание
Страна Едно:
1. See Emily Play – 2:53
2. Pow R. Toc H. – 4:26
3. Take Up Thy Stethoscope and Walk – 3:05
4. Lucifer Sam – 3:07
5. Matilda Mother – 3:08

Страна Две:
1. The Scarecrow – 2:11
2. The Gnome – 2:13
3. Chapter 24 – 3:42
4. Interstellar Overdrive – 9:41